# Langbergia
Langbergia is een geslacht van uitgestorven trirachodontide cynodonten uit het Vroeg-Trias van Zuid-Afrika. Langbergia stierf, net als de meeste andere levenden in het Perm, uit tijdens de massale uitsterving van het eind-Perm.

## Naamgeving
Het type en de enige soort Langbergia modisei werd in 2006 door Abdala, Neveling en Welman benoemd. De geslachtsnaam verwijst naar de boerderij Langberg 566, waar het holotype werd gevonden. De soortaanduiding eert wijlen de preparateur Gert Modise, welke een deel van het materiaal prepareerde. 
Het holotype NMQR 3255 is gevonden in de Burgersdorpformatie in de Beaufortgroep, een onderdeel van de Cynognathus Assemblage Zone. Het bestaat uit een schedel zonder onderkaken. De nauw verwante trirachodontiden Trirachodon en Cricodon werden in hetzelfde gebied gevonden.

## Beschrijving en paleobiologie
Trirachodontiërs zijn te onderscheiden in de vorm van hun postcaninen, de tanden die achter de hoektanden staan. Deze zijn in dit geval overdwars verbrede tanden met drie hoofdknobbels die in een dwarse rij over het midden van de tand zijn geplaatst. Langbergia is een kleine gomphodontische cynodont. Gomphodontia vormden een zeer belangrijk bestanddeel van de fauna van het Trias. Na de vondst van het fossiel, maakten nieuw ontdekte diagnostische kenmerken in 2006 het nieuwe taxon Langbergia modisei mogelijk. In tegenstelling tot andere trirachodontiërs, zijn de bovenste en onderste gomphodonte hoektanden van Langbergia elliptisch in dwarsdoorsnede, enigszins labiolinguaal (overdwars) langwerpig en hun lengteas is longomesiaal georiënteerd, dus iets schuin naar voren gericht. Bovendien nemen zowel de bovenste als de onderste gomphodonte postcaninen van Langbergia toe in tandgrootte tot aan de voorlaatste tand terwijl de mediale en distale bekkens, op het kauwvlak van de tanden, diep en mesiodistaal (in de lengterichting van de tandenrij) kort zijn. De trirachodontiërs Trirachodon en Cricodon hebben een labiale verhoging (aan de lipzijde) van de maxilla die lateraal van de postcanine reeks ontstaat; deze ontbreekt bij Langbergia. Van Langbergia zijn stijgbeugels (stapes) gemeld, ondanks de kwetsbaarheid van deze structuren.

## Fylogenie
Langbergia is in de Trirachodontidae geplaatst.